# Droga wojewódzka 789
Die Droga wojewódzka 789 (DW 789) ist eine 62 Kilometer lange Droga wojewódzka (Woiwodschaftsstraße) in der polnischen Woiwodschaft Schlesien, die Brusiek mit Lelów verbindet. Die Strecke liegt im Powiat Lubliniecki, im Powiat Tarnogórski und im Powiat Myszkowski.

## Streckenverlauf
Woiwodschaft Schlesien, Powiat Lubliniecki
-  Brusiek (Bruschiek) (DW 907)

Woiwodschaft Schlesien, Powiat Tarnogórski
-  Kalety (Kalet) (DW 908)
-  Sośnica (Soßnitz) (DW 908)
-  Woźniki (Woischnik) (A 1)

Woiwodschaft Schlesien, Powiat Myszkowski
- Gniazdów
-  Koziegłowy (Coßziegle) (DK 1)
- Koziegłowy
-  Nowa Wieś Żarecka (DW 791, DW 793)
-  Żarki (DW 792, DW 793)
- Niegowa
- Tomiszowice
-  Lelów (DK 46, DW 794)